# Francis Ashenhurst
Francis Ashenhurst (1729–1795) foi arquidiácono de Derby de 1689 a 1704.
Ashenhurst nasceu em Staffordshire. Ele matriculou-se em St Mary Hall, Oxford e foi ordenado em 1661. Ele residiu em Wootton Wawen e Kingswinford.